# Tampichthys rasconis
Tampichthys rasconis är en fiskart som först beskrevs av Jordan och Snyder, 1899.  Tampichthys rasconis ingår i släktet Tampichthys och familjen karpfiskar. Inga underarter finns listade i Catalogue of Life.